# ТрансХаб
ТрансХаб e надуваем космически модул, разработван от НАСА между 1997 и 2000 година.
Първоначалната идея за проекта е модулът да се използва на кораб, превозваш хора до Марс. От това идва и името на проекта, което е съкращение от английското Transit Habitat – Транзитно обиталище . Крайната версия на дизайна обаче е модул, служещ като главното обитаемо пространство на Международната космическа станция.
Когато е напълно надут, ТрансХаб достига до 8.2 метра в диаметър (това е двойно повече в сравнение с 4,4-метровият модул Калъмбас).
През 2000, въпреки успешното развитие и доказване на потенциала на новите технологии, проектът е прекратен от Конгреса.
ТрансХаб се разработва от частната компания Bigelow Aerospace, която откупува правата от НАСА и сега следва същата схема на цивилна космическа станция. Компанията е разработила и модула Дженезис I, изстрелян на 12 юли 2006 г. на борда на руската ракета Днепър.